# Samlad värk 1977-1988
Samlad värk 1977-1988 är ett album från 1989 av Dan Hylander.

## Låtlista
1. Skuggor I Skymningen
2. 21/3
3. Längtans Blå Hotel
4. Älskade Främling
5. Svart Kaffe
6. Vildrosor Och Tistlar
7. Celliv
8. I Hemlighet
9. Farväl Till Katalonien
10. Bara En Man
11. I Minnen
12. Solregn
13. Vykort,vykort
14. Från En Till En Annan
15. 554832
16. Höst